# Sonny Greer
Sonny Greer, rodným jménem William Alexander Greer (13. prosince 1895, Long Branch, New Jersey, USA – 23. března 1982, New York, New York) byl americký jazzový bubeník.

## Život
Na počátku své kariéry hrál například s banjistou Elmerem Snowdenem. V roce 1919 se poprvé setkal s klavíristou Dukem Ellingtonem a brzy poté s ním navázal spolupráci; nejprve působil v jeho kvintetu a později i ve velkém orchestru. V důsledku nadměrné konzumace alkoholu byl však z orchestru počátkem padesátých let vyhozen. Později spolupracoval například s Johnnym Hodgesem, Red Allenem či Earlem Hinesem. Zemřel v roce 1982 na rakovinu.